# ترامواي الجلفة
ترامواي الجلفة (بالإنجليزية: Djelfa tramway)‏ هو مشروع «ترامواي» تدرس مؤسسة مترو الجزائرية إقامته في ولاية الجلفة على غرار العديد من مدن الجزائر.

## الدراسة
دراسة جدوى ترامواي الجلفة التي أُسندت إلى مكتـب للدراسات جزائري – فرنسـي.

### الخط الأول
الخط الأول بطول 8 كم و 14 محطة يربط بين شرق وغرب ولاية الجلفة مرورًا بوسطِ المدينة من أجل تأمين المواصلات للأحياء المكتظة في الولاية مثل بوترفيس، وآم، وعين شيح وبن سعيد وصولًا لقطب التبادل لمحطة نقل المسافرين.

### الخط الثاني
الخط الثاني بطول 7 كيلومترات و 11 محطةً يربط شمال الولاية بجنوبها مرورًا أيضًا بوسط مدينة الجلفة الذي سيخدم أحياء شيقفارا، وشعباني، و5 جويلية وحدايك وصولًا للقطب الجامعيّ. ومن أجل الاستغلال الأمثل لفعالية خطي الـ«ترامواي»، سيتم بالتوازي إعادة تنظيم خط الحافلات، وإنجاز 4 أقطاب تبادلٍ كبرى.